# Vassmalva
Vassmalva (Malva oxyloba) är en malvaväxtart som beskrevs av Pierre Edmond Boissier. Vassmalva ingår i malvasläktet som ingår i familjen malvaväxter. Arten förekommer tillfälligt i Sverige, men reproducerar sig inte. Inga underarter finns listade i Catalogue of Life.